# جيمس س. دوبنز
جيمس س. دوبنز (بالإنجليزية: James C. Dobbins)‏ هو مؤرخ أمريكي، ولد في 1949.